# Liczba kolista
Liczba kolista (ang. cyclic number) – taka n cyfrowa liczba całkowita, której wynik z mnożenia kolejno przez 1, 2, ..., n jest liczbą składającą się z tych samych cyfr co liczba wyjściowa, choć w innej kolejności. Istnieją też inne liczby koliste, np.
Istnieje hipoteza, że liczb kolistych jest nieskończenie wiele, jednak jak dotąd pozostaje ona nieudowodniona. Jedną ze znanych liczb o tej własności jest 142857. Stanowi ona okres rozwinięcia dziesiętnego ułamka {\displaystyle {\frac {1}{7}}.}
Jeśli pomnoży się ją przez kolejno przez liczby 1, 2, 3, 4, 5 i 6, to otrzymamy:
1 × 142857 = 142857
2 × 142857 = 285714
3 × 142857 = 428571
4 × 142857 = 571428
5 × 142857 = 714285
6 × 142857 = 857142
Żeby ułatwić dostrzeżenie właściwości tej liczby, możemy je inaczej poustawiać:
1 × 142857 = 1 4 2 8 5 7
5 × 142857 = 7 1 4 2 8 5
4 × 142857 = 5 7 1 4 2 8
6 × 142857 = 8 5 7 1 4 2
2 × 142857 = 2 8 5 7 1 4
3 × 142857 = 4 2 8 5 7 1
Można także zaobserwować wiele zależności przy mnożeniu przez wyższe liczby:

Mnożąc przez liczby podzielne przez 7, otrzymujemy wyniki, w których jeśli zredukujemy tyle cyfr z przodu i dodamy je na końcu, tak aby została nam liczba składająca się z 6 cyfr, to okaże się, że zawsze wyjdzie nam liczba 999999. Iloczyn zaczyna się od krotności liczby 7.
Przykłady:
142857 × 14 = 1 999998 ||| 999998 + 1 = 999999
142857 × 21 = 2 999997 ||| 999997 + 2 = 999999
142857 × 28 = 3 999996 ||| 999996 + 3 = 999999
142857 × 35 = 4 999995 ||| 999995 + 4 = 999999
142857 × 42 = 5 999994 ||| 999994 + 5 = 999999
..............
142857 × 749 = 106999893 ||| 999893 + 106 = 999999
..............
Jeśli jednak liczba, którą otrzymamy będzie ponad 12-cyfrowa, to przekształcić ją można stopniowo:
142857 × 70000049 = 9999996 999993 ||| 999 993 + 9 999 996 = 10 999989 ||| 999989 + 10 = 999999
Mnożąc przez liczby nie podzielne przez 7 poprzez przekształcanie analogiczne jak wyżej, dochodzimy do stanu, w którym mamy jedną z form naszej liczby kolistej.
Przykłady:
142857 × 8 = 1 142 856 ||| 142 856 + 1 = 142857
142857 × 81 = 11 571417 ||| 571417 + 11 = 571428
142857 × 142857 = 20 408 122 449 ||| 122 449 + 20 408 = 142857
Jeśli podniesiemy do kwadratu liczbę składającą się z trzech ostatnich cyfr i odejmiemy od niej kwadrat liczby składającej się z trzech pierwszych liczb, to także otrzymamy jedną z form liczby kolistej:
857² – 142² = 734449 – 20164 = 714285
Okres z dzielenia całości (dodatnich, mniejszych niż 7) przez 7 także stanowi tę liczbę kolistą:
1/7 = 0, 142857 142857 142857 142857 142857 142857 142857 142857 142857 142857 142857 (142857)
2/7 = 0, 285714 285714 285714 285714 (285714)
3/7 = 0, 428571 428571 428571 428571 (428571)
4/7 = 0, 571428 571428 571428 571428 (571428)
5/7 = 0, 714285 714285 714285 714285 (714285)
6/7 = 0, 857142 857142 857142 857142 (857142)